# Manang
Manang (Nepali मनाङ), auch Manangbhot genannt, ist ein Dorf und ein Village Development Committee in der Annapurnaregion in Nepal und ca. 45 km nördlich von Pokhara gelegen.
Es ist ein wichtiger Etappenort der Trekkingroute Annapurna Circuit. 

## Einwohner
Die Einwohnerzahl betrug 1991 391 Personen in 120 Haushalten.
Bei der Volkszählung 2011 hatte Manang 630 Einwohner (davon 373 männlich) in 131 Haushalten.

## Lage
Manang liegt im breiten Manangtal am Ufer des Marsyangdi und nördlich des Annapurna Himals auf einer Höhe von 3519 m. Westlich von Manang liegt auf einer Höhe von 4920 m der Tilicho Lake, nordwestlich befindet sich der 5416 m hohe Pass Thorong La und im Norden ragt der 6584 m hohe Chulu empor.

## Infrastruktur
Das Dorf ist eine mehrere hundert Jahre alte Handelsstation. Im Laufe der Zeit entstanden um sie herum gut gepflegte Versorgungspfade, die das Manang-Tal mit den Tälern des Kali Gandaki und Manaslu verbinden. Mit Besisahar ist Manang durch eine unbefestigte, teilweise sehr abenteuerlich angelegte Straße verbunden. Ein großer Teil der benötigten Güter wird aber wie in alter Zeit mit Maultieren, Yaks oder Trägern transportiert. 2,5 km östlich des Dorfes befindet sich kleine Flughafen Manang sowie im Ort ein auf die Untersuchung der Höhenkrankheit spezialisiertes medizinisches Zentrum.
Durch die Lage des Ortes auf knapp über 3500 m, bietet es sich für Wanderer des Annapurna Circuit an, sich an die Höhe zu akklimatisieren und in Manang einen Ruhetag auf dem Weg zum Thorong La einzulegen.
Die Bewohner von Manang leben überwiegend vom Tourismus (Versorgung und Unterbringung der Trekkinggruppen). Doch wird auch noch die traditionelle Landwirtschaft und Viehzucht (Yaks) betrieben.

## Dörfer und Weiler
Manang besteht aus mehreren Dörfern und Weilern:
- Bojo Gumba (3612 m)
- Humde (3390 m ⊙)
- Manang (3519 m ⊙)
- Sabjekholaga (3590 m)
- Tallo Humde (3340 m)
- Tanje (3463 m)

## Bilder

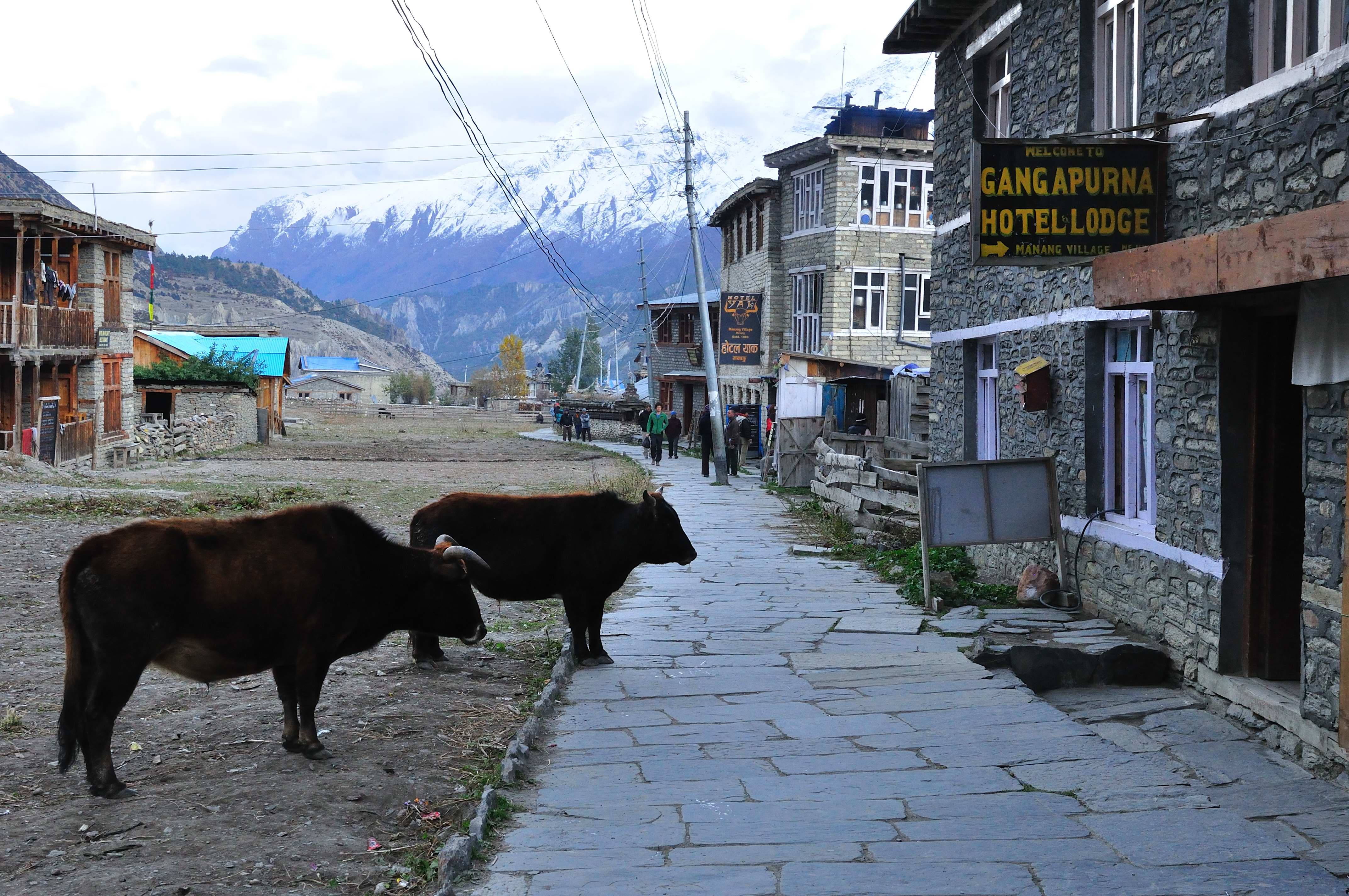
Hauptstraße von Manang
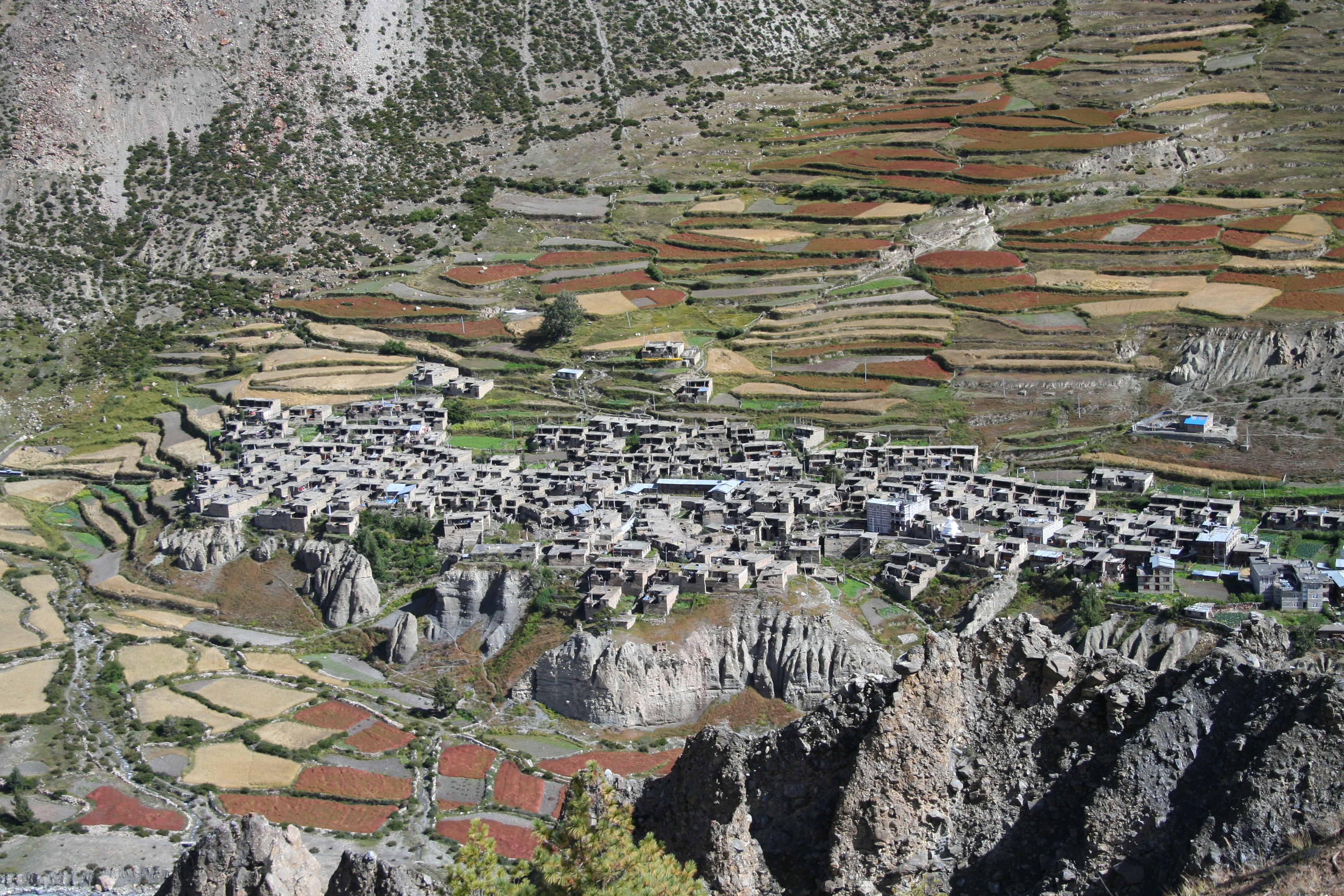
Manang von Süden
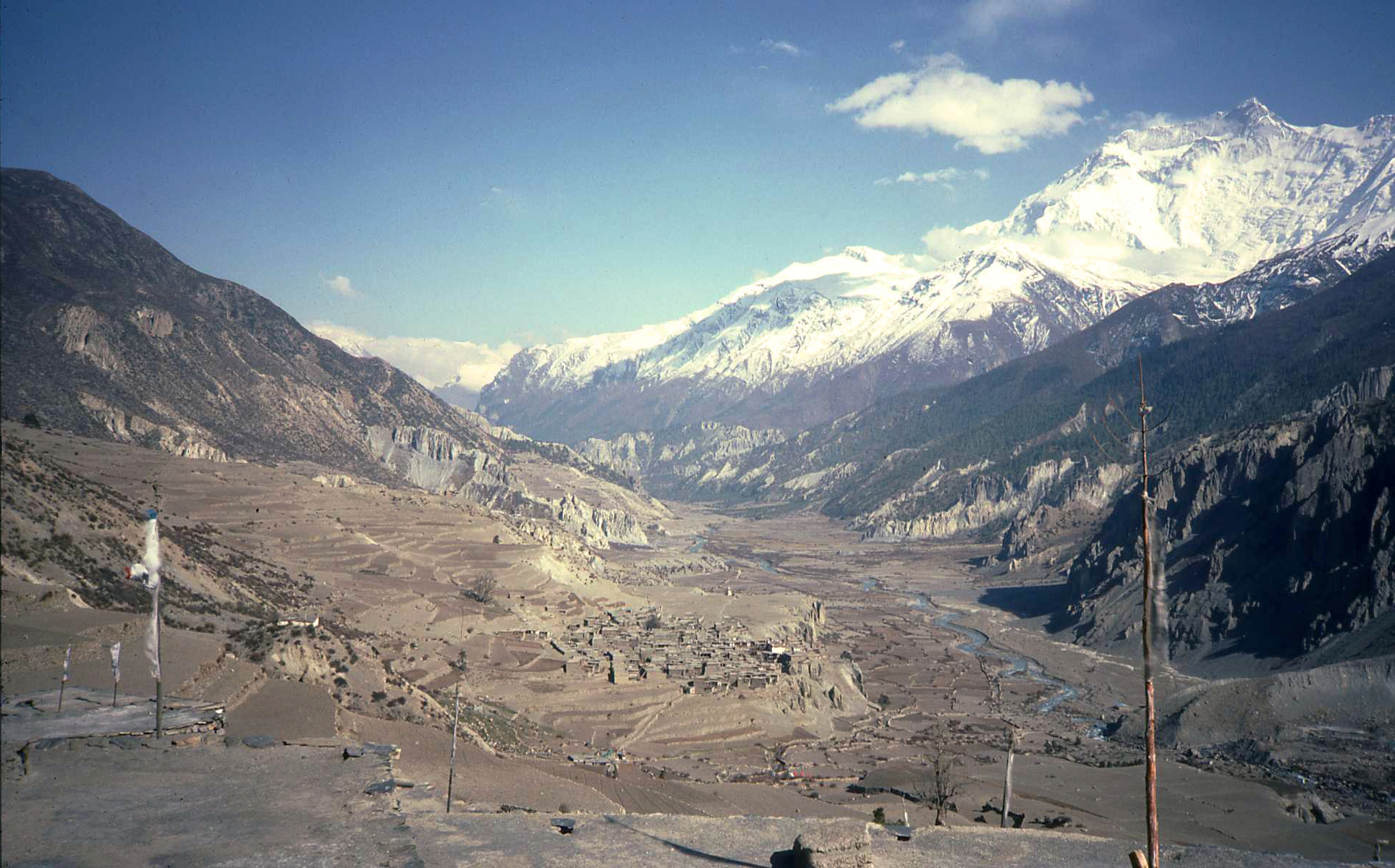
Manang von Westen